# Fastback

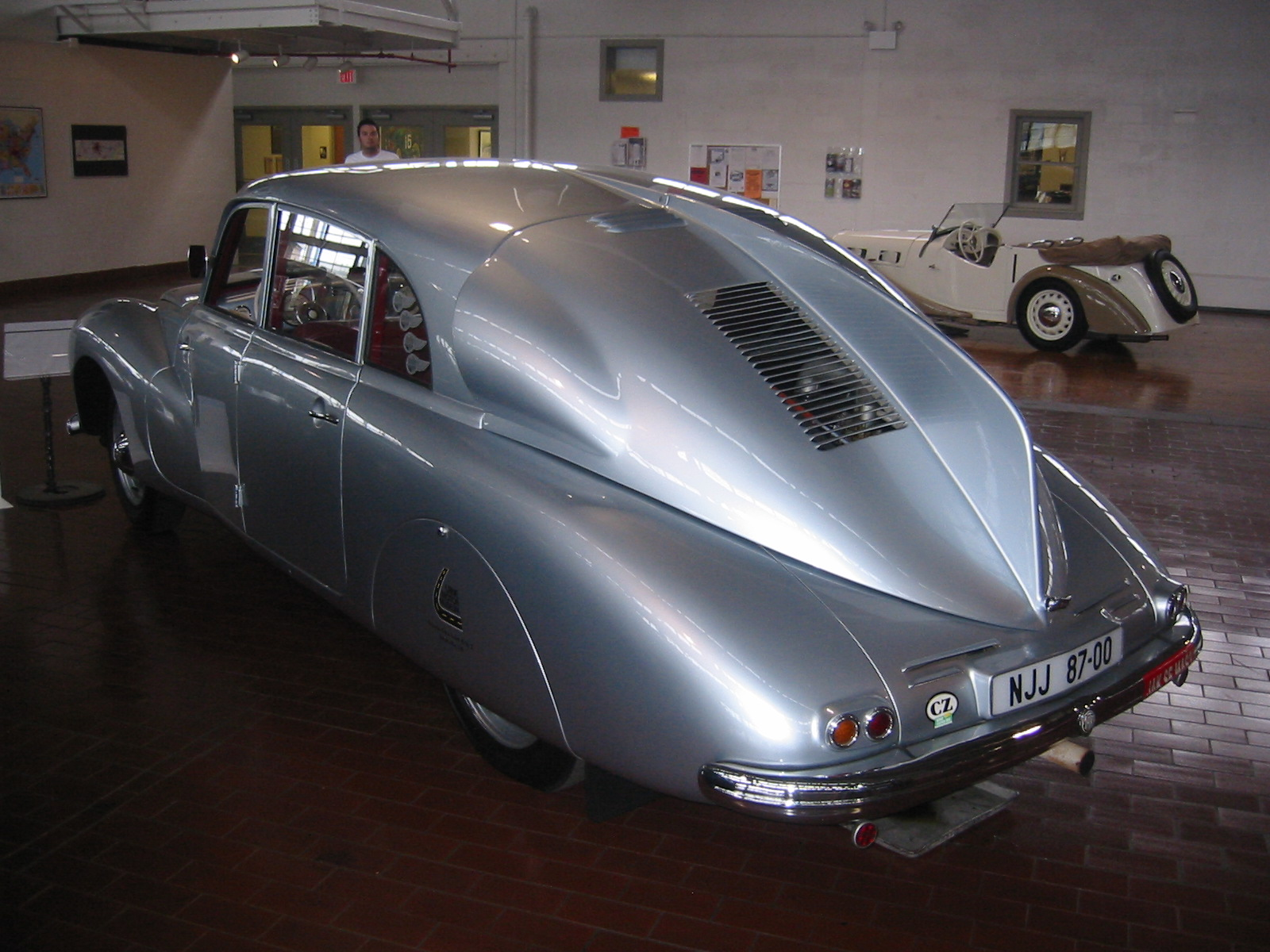
Tatra T87 z let 1936–1950 s vertikálním stabilizátorem

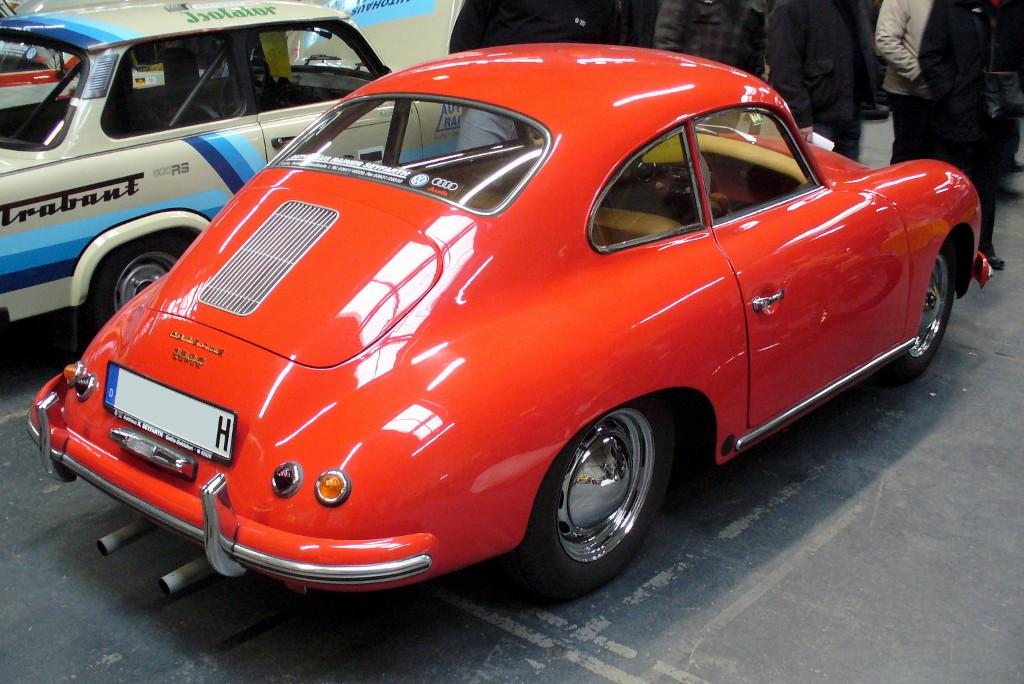
Porsche 356

Fastback je typ karoserie, který je velmi podobný liftbacku. Oba typy jsou funkčně stejné (zavazadlový prostor je přístupný velkou výklopnou stěnou), jen liftback po vizuální stránce více připomíná sedan, protože má za zadním sklem malý „schůdek“ imitující víko kufru. Fastback je, po stránce designu, sportovnější typ vozu. V průběhu devadesátých let 20. století se ale fastbacky začaly z nabídek výrobců automobilů vytrácet, dalo by se říci, že posledním mohykánem v této kategorii se stal Renault Mégane první generace, který se přestal vyrábět v roce 2003. Dnes (2011) zažívají svoji renesanci.
Typický současný fastback je například Hyundai i30 Fastback, Audi A7 nebo Tesla Model S.